# Quai de Saint-Ouen
Le quai de Saint-Ouen est une voie de communication de Saint-Denis. Il suit le tracé de la route départementale D 1.

## Situation et accès
Il est surplombé par le viaduc autoroutier de L'Île-Saint-Denis, emprunté par l'autoroute A86, ainsi que par le pont olympique Louafi Bouguera qui relie L'Île Saint-Denis au quartier Pleyel.

## Origine du nom
Ce quai mène à la ville de Saint-Ouen-sur-Seine.

## Historique
Le quai de Saint-Ouen a été représenté en 1885 par le peintre impressionniste Paul Signac,.
En 2014, sur l'emplacement de l'ancienne centrale thermique, dite centrale de Saint-Denis 1, situé entre le quai et, au sud, la rue Ampère, est entreprise la construction de la Cité du cinéma.